# オインブラ

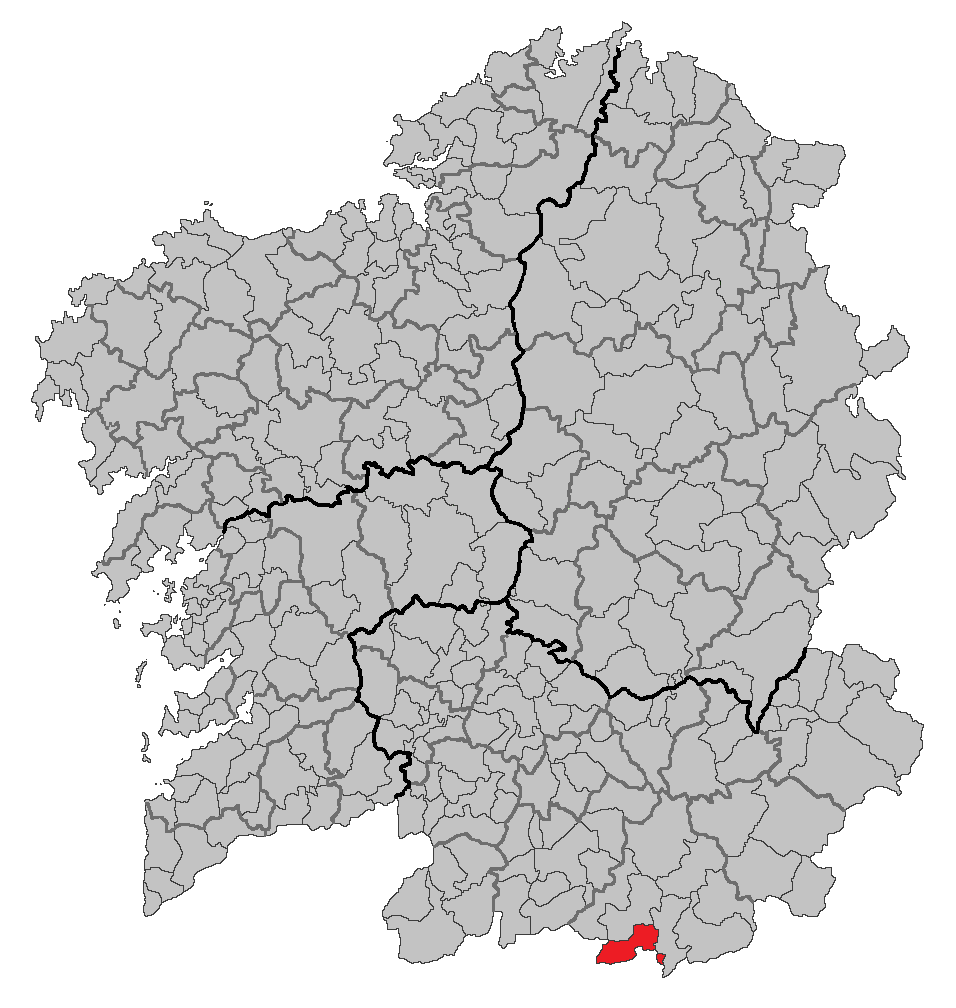

オインブラ（Oímbra）はスペイン、ガリシア州、オウレンセ県の自治体、コマルカ・デ・ベリンに属する。ガリシア統計局によると、2010年の人口は2,032人（2003年：1,991人）。カスティーリャ語表記は、つづりは同じだがアクセント符号のないOimbra。
ガリシア語話者の自治体人口に占める割合は95.73％（2001年）。

## 地理
オインブラはオウレンセ県の南部に位置し、コマルカ・デ・ベリンに属する。北はモンテレイ、東はベリンの各自治体と隣接、南と西はポルトガルとの国境となっている。自治体中心地区はオインブラ教区のオインブラ地区。
オインブラはベリン司法管轄区に属す。

### 人口
| オインブラの人口推移 1900－2010                         |
|                                                         |
| 出典:INE（スペイン国立統計局）1900年 - 1991年、1996年 - |

## 政治
自治体首長はガリシア国民党（PPdeG）のアルフォンソ・ビジャリーノ・ロドリゲス（Alfonso Villarino Rodríguez）、自治体評議員はガリシア国民党：8、ガリシア社会党（PSdeG-PSOE）：2、ガリシア民族主義ブロック（BNG）：1となっている（2011年5月22日自治体選挙結果、得票順）。  
| 2011年5月22日の自治体選挙 |        |        |          |
| 政党                      | 得票数 | 得票率 | 獲得議席 |
| PPdeG                     | 940    | 67.72% | 8        |
| PSdeG-PSOE                | 266    | 19.16% | 2        |
| BNG                       | 155    | 11.17% | 1        |

## 教区
オインブラは7の教区に分けられる。太字は自治体中心地区のある教区。
- ボウセス（サンタ・バイア）
- アス・チャス（サンタ・マリーア・ダス・ネベス）
- ア・グランシャ（サン・ショアン）
- オインブラ（サンタ・マリーア）
- ラバル（サント・アンドレ）
- サン・シブラーオ（サンタ・クルス）
- ビデフェーレ（サンタ・マリーア）